# Próximos once

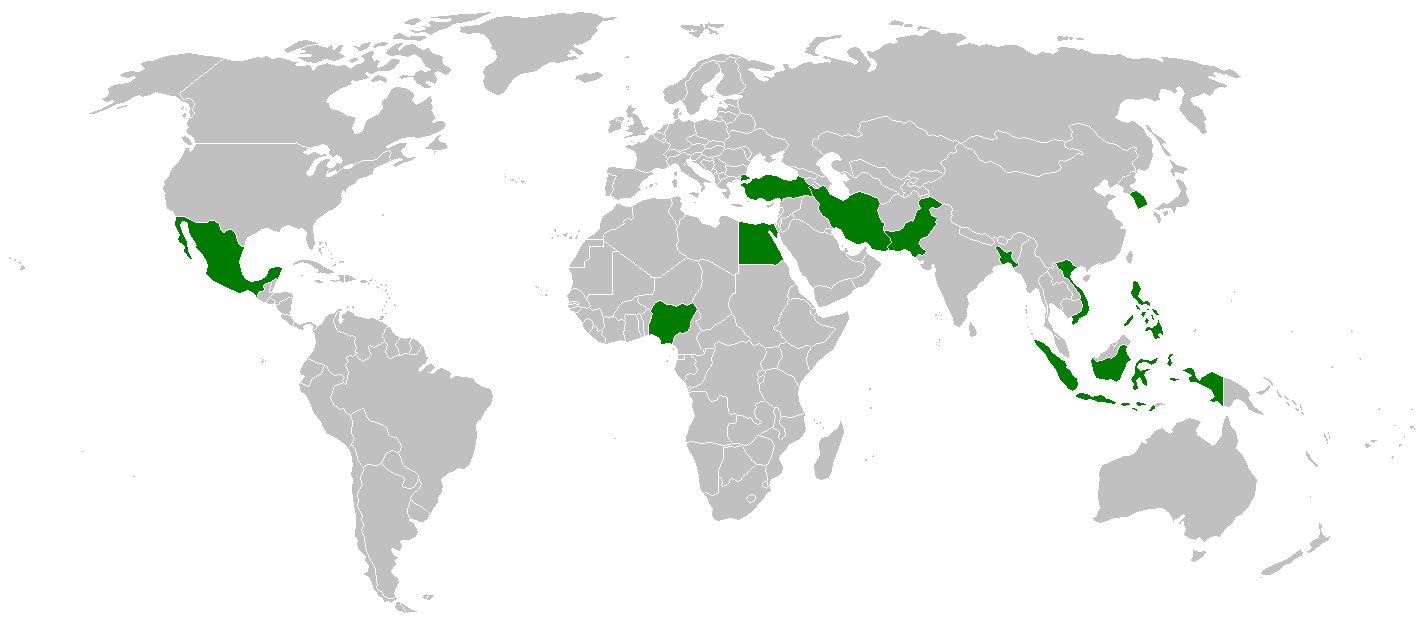
Los próximos once

Los Próximos Once (Next Eleven, conocidos también por el numerónimo N-11 en inglés), es la denominación usada por el banco de inversiones Goldman Sachs para denominar, el 12 de diciembre de 2005, a once países del mundo que se presentaban como economías prometedoras para la inversión y para un futuro crecimiento económico. 
La lista de los once fue el resultado del seguimiento del informe de 2003 sobre las economías BRICS (Brasil, Rusia, India, China, Sudáfrica y otros). También de esta lista se derivó los MIKT que incluye a los países más desarrollados de los N-11.

## Miembros
Los "Próximos Once" son: 
- Bangladés
- Corea del Sur
- Egipto
- Filipinas
- Indonesia
- Irán
- México
- Nigeria
- Pakistán
- Turquía
- Vietnam

## Criterios
Los criterios establecidos por la Goldman Sachs para elaborar la lista de los 11 inclye lo siguiente:
1. Estabilidad macroeconómica
2. Madurez política
3. Apertura económica
4. Políticas de inversión
5. Calidad de la educación

## Potencial contra el BRICS
Solo México y Corea del Sur tienen el potencial para competir con los países miembros del BRICS, la 13.ª y la 15.ª economías más grandes respectivamente en PIB nominal solo detrás del BRICS y las economías del G7+ España; ambos países experimentan un rápido crecimiento de PIB de cerca de un 5% al año. Jim O’Neill, experto del mismo banco que creó la tesis, declaró que en 2001 cuando el BRIC fue creado, no consideró a México, pero lo han incluido porque experimenta factores semejantes a los del BRICS original. Por otro lado Corea del sur, que tampoco quedó incluida originalmente en el BRIC, presenta un sólido crecimiento económico, lo que hizo que Goldman Sachs incluyera a México y a Corea del Sur en los BRICS, para así formar BRIMCK (South Korea en inglés), cuando Jim O´Neill planteó que Corea del Sur estaba mejor posicionada que otros países para explotar su potencial
Los países con un entorno de crecimiento relativamente bueno en términos generales, y con una clasificación más alta que la de los países en desarrollo. Este grupo incluye los países miembros de la OCDE (en la cual están incluidos Corea del sur y México). Corea del Sur destaca por los altos niveles de tecnología y capital humano. Las condiciones políticas y las cuestiones fiscales son zonas de debilidad relativa. México está por encima de los países en desarrollo en todos los componentes, excepto en la inversión; le va especialmente bien en el capital humano y la estabilidad macroeconómica, pero mal en macrocondiciones (de inversión y apertura) y en tecnología.

### México

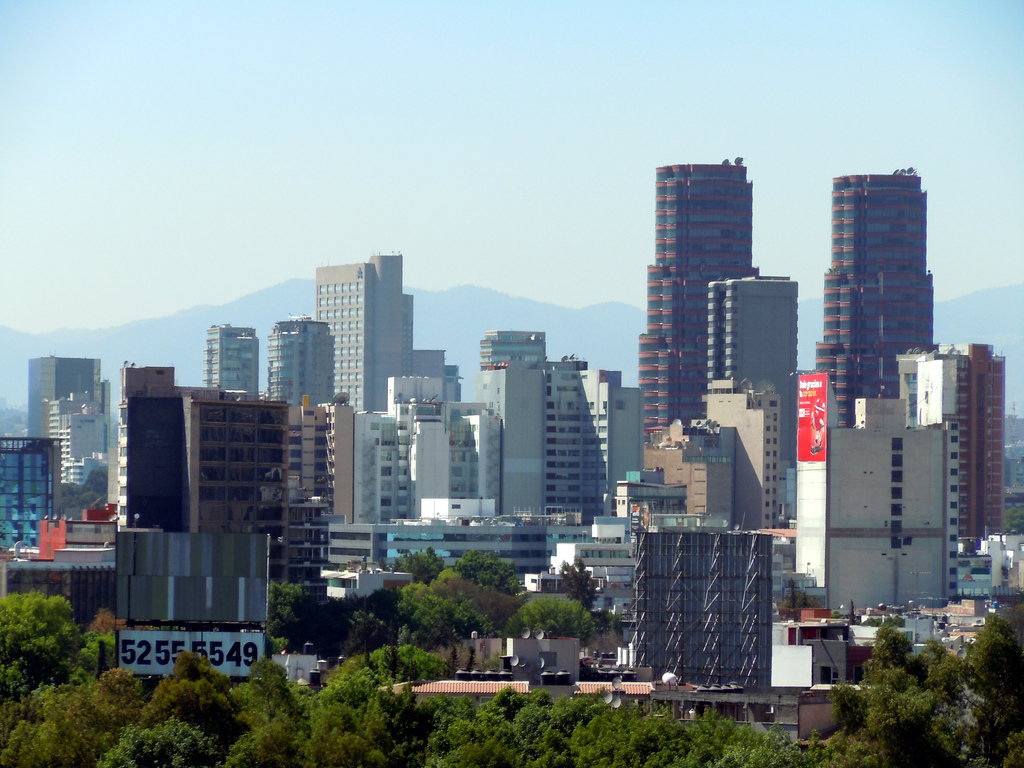
Ciudad de México, México

En primer lugar, junto con los BRIC, Goldman Sachs argumenta que el potencial económico de Brasil, Rusia, India, México y China es tal que pueden llegar a ser (con los Estados Unidos) las seis economías más dominantes en el año 2050. Debido al rápido crecimiento de infraestructura en México, se espera que tenga un PIB más alto per cápita que todos menos cuatro países europeos para el año 2050; esto hace que la nueva riqueza local también contribuya a la economía del país mediante la creación de un gran mercado interno de consumo, que a su vez crea más puestos de trabajo.
|                                   | México          |
| --------------------------------- | --------------- |
| PIB en USD                        | $9.340 billones |
| PIB per cápita                    | $63.149         |
| Crecimiento económico (2015-2050) | 4.0%            |
| Población Total                   | 156 millones    |

## Turquía

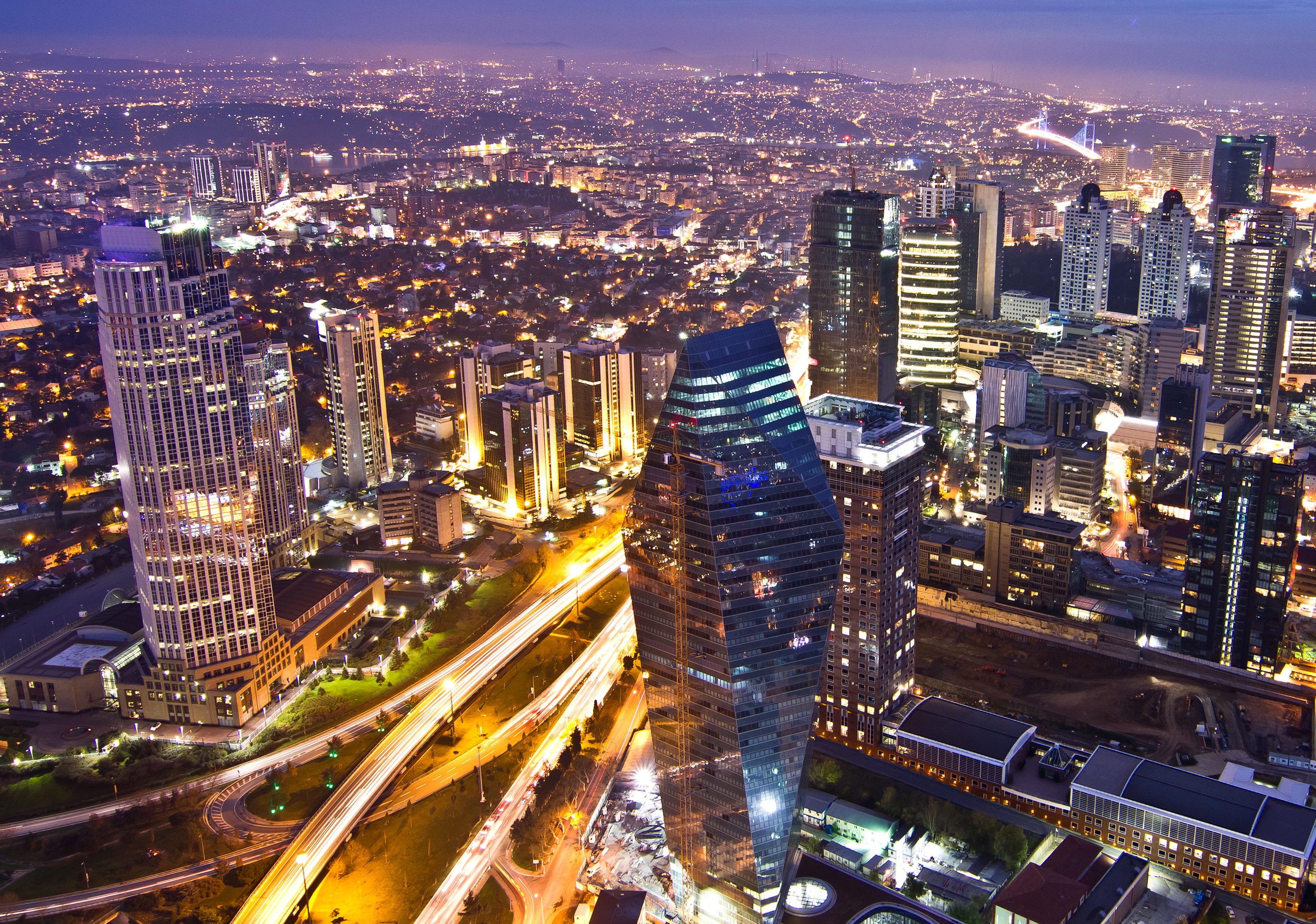
Estambul.

Turquía tuvo el 15° PIB más grande en el mundo (PPP) en 2008  y el 17 de mayor PIB nominal en 2009. [25] Es un miembro fundador de la OCDE (1961) y las economías del G-20 más importantes (1999). Desde 31 de diciembre de 1995, ha sido parte de la Unión Aduanera de la UE. Los salarios promedio fueron de $ 8,71 por hora-hombre en 2009. Turquía creció a una tasa promedio del 7,5 por ciento entre 2002 y 2006, más rápido que cualquier otro país de la OCDE. Estambul, su capital financiera, es la cuarta en el mundo [aclaración necesaria (por lo que medida?)], Detrás de Tokio, Nueva York y Londres. Los principales ciudades de Turquía y su costa del mar Egeo atraen a millones de visitantes cada año.
La CIA califica a Turquía como un país desarrollado. A menudo se clasifica como un país recientemente industrializado por economistas y científicos políticos.
|                                   | Turquía         |
| --------------------------------- | --------------- |
| PIB en dólares                    | $3.943 billones |
| PIB per cápita                    | $45,595         |
| Crecimiento económico (2015–2050) | 7.5%            |
| Población Total                   | 100 millones    |

## Corea del Sur

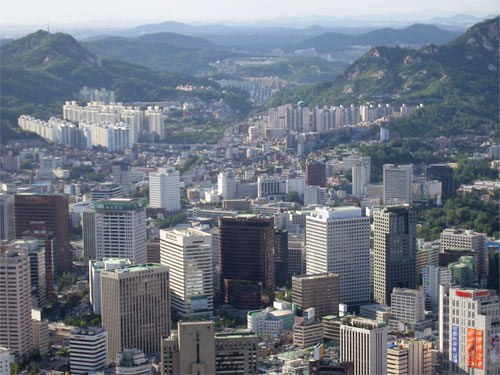
Seúl.

Corea del Sur ha estado creciendo a una velocidad comparable a la de Brasil y México. Más importante aún, tiene un crecimiento significativamente más alto en nivel de Medio Ambiente (manera de Goldman Sachs para medir la sostenibilidad a largo plazo del crecimiento) que todos los BRIC o N-11. Los comentaristas como William Pesek Jr. de Bloomberg argumentan que Corea del Sur es "Otro" BRIC "en el Mundial de la pared", lo que sugiere que se destaca sobre las próximas once economías (N-11). Corea del Sur superará a Canadá en 2025 y a Italia en el 2035, de acuerdo con su artículo "El N-11: Más que una sigla". Los economistas de las empresas de inversión y otros expertos sostienen que Corea del Sur tendrá un PIB per cápita de más de 90.000 dólares para el año 2050, prácticamente igual al de los Estados Unidos y el segundo más alto entre los países del G-7, las economías BRIC y N-11, lo que sugiere que la riqueza es más importante que el tamaño de las inversiones en bonos, que indica que la calificación del crédito de Corea del Sur será de una calificación AAA antes del año 2050.

#### Reunificación de Corea
En septiembre del 2009, Goldman Sachs publicó el 188th Global Economics Paper llamado "¿Una Corea unida?" que puso en detalle el potencial económico de una Corea unida, que superaría en PIB per cápita a todos los países del G-7 actual, con excepción de los Estados Unidos, dentro de 30-40 años; la estimación del PIB superaría los 6000 millones de dólares en 2050. Mano de obra barata y cualificada en el Norte junto con una tecnología avanzada e infraestructura en el Sur, así como la ubicación estratégica de Corea al conectar con tres potencias económicas, es probable que vaya a crear una economía mayor que la mayor parte de los países del G7. La península de Corea podría reunificarse antes del año 2050, aunque igualmente se especuló sobre una eventual reunificación entre 2010 y 2020 que no tuvo lugar. Si hubiera una reunificación de Corea la población del país resultante superaría los 70 millones de habitantes.
|                             | Corea Unida     | Corea del Sur   | Corea del Norte |
| --------------------------- | --------------- | --------------- | --------------- |
| PIB en USD                  | $6,056 billones | $4,073 billones | $1,982 billones |
| PIB per cápita              | $86.000         | $76.000         | $70.000         |
| PIB crecimiento (2010-2050) | 4,1%            | 3,3%            | 12,4%           |
| Población total             | 75 millones     | 52,9 millones   | 28,5 millones   |

## N-11 por año
En la lista de 2050 únicamente aparece México e Indonesia.

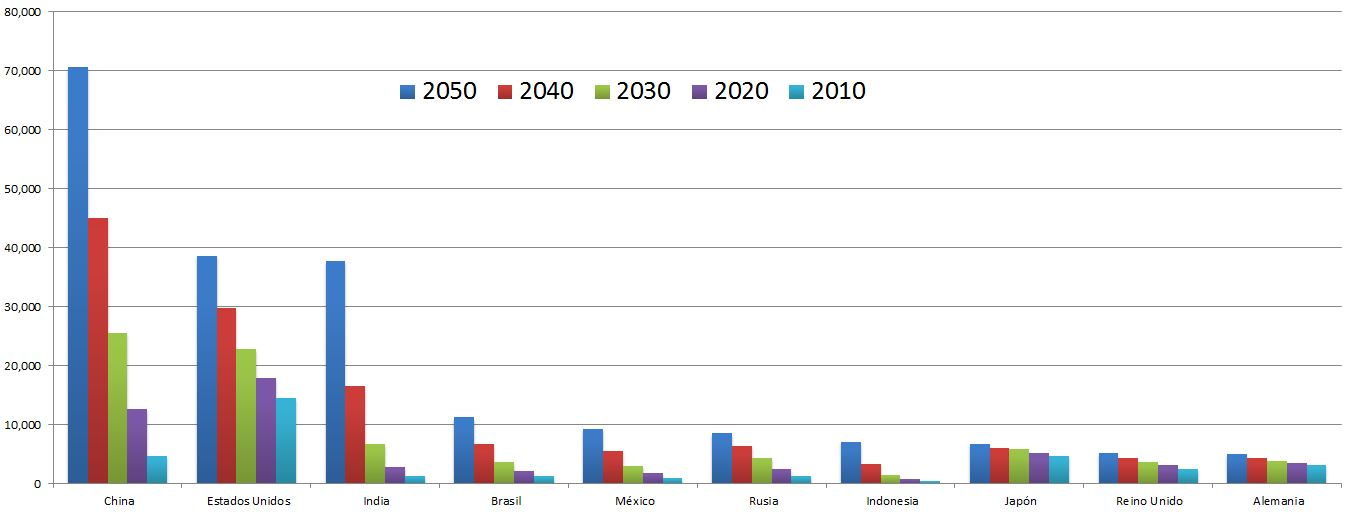
PIB 2050 según Goldman Sachs

EUA 54366000

## Los N-11 en 2050

### PIB nominal
En la siguiente lista solo se muestran 25 países, la posición que tendrán los BRICS con los G7 y los N-11 en el 2050, también se muestra su posición en el año 2010. No incluye países del G20 como Argentina, Argelia, Australia, Arabia Saudita, España y la Unión Europea.
Los países del N-11 en negrita.
| Rango 2050 | País           | 2050       | 2045       | 2040       | 2035       | 2030       | 2025       | 2020       | 2015       | 2010       | 2006       | Crecimiento 2050/2010 | Rango 2010 |
| ---------- | -------------- | ---------- | ---------- | ---------- | ---------- | ---------- | ---------- | ---------- | ---------- | ---------- | ---------- | --------------------- | ---------- |
| 1          | China          | 76.710.000 | 57.310.000 | 45.022.000 | 34.348.000 | 25.610.000 | 18.437.000 | 12.630.000 | 8.133.000  | 4.667.000  | 2.682.000  | 2.636%                | 2          |
| 2          | India          | 37.668.000 | 25.904.000 | 16.510.000 | 10.514.000 | 6.683.000  | 4.316.000  | 2.848.000  | 2.048.000  | 1.256.000  | 909.000    | 4.143%                | 11         |
| 3          | Estados Unidos | 34.514.000 | 33.904.000 | 29.823.000 | 26.097.000 | 22.817.000 | 20.087.000 | 17.978.000 | 16.194.000 | 14.535.000 | 13.245.000 | 290%                  | 1          |
| 4          | Brasil         | 11.366.000 | 8.740.000  | 7.631.000  | 6.963.000  | 3.720.000  | 2.831.000  | 2.194.000  | 1.720.000  | 1.346.000  | 1.064.000  | 1.068%                | 10         |
| 5          | México         | 10.340.000 | 7.204.000  | 6.471.000  | 4.102.000  | 3.410.000  | 2.303.000  | 1.742.000  | 1.327.000  | 1.009.000  | 851.000    | 1097%                 | 13         |
| 6          | Rusia          | 8.580.000  | 7.420.000  | 6.320.000  | 5.265.000  | 4.265.000  | 3.341.000  | 2.554.000  | 1.900.000  | 1.371.000  | 982.000    | 873%                  | 9          |
| 7          | Indonesia      | 6.701.546  | 4.846.000  | 3.286.000  | 2.192.000  | 1.479.000  | 1.033.000  | 752.000    | 562.000    | 419.000    | 350.000    | 2.002%                | 15         |
| 8          | Japón          | 6.677.000  | 6.300.000  | 6.042.000  | 5.886.000  | 5.814.000  | 5.570.000  | 5.224.000  | 4.861.000  | 4.604.000  | 4.336.000  | 153%                  |            |
| 9          | Reino Unido    | 5.133.000  | 4.744.000  | 4.344.000  | 3.937.000  | 3.595.000  | 3.333.000  | 3.101.000  | 2.835.000  | 2.546.000  | 2.310.000  | 222%                  | 5          |
| 10         | Nigeria        | 5.127.000  | 2.870.000  | 1.765.000  | 1.038.000  | 849.000    | 728.000    | 645.000    | 512.000    | 476.000    | 396.000    | 176%                  | 4          |
| 11         | Alemania       | 5.024.000  | 4.270.000  | 3.873.000  | 3.083.000  | 2.867.000  | 2.711.000  | 2.598.000  | 2.432.000  | 2.374.000  | 2.169.000  | 3.834%                | 19         |
| 12         | Francia        | 4.592.000  | 4.227.000  | 3.892.000  | 3.567.000  | 3.306.000  | 3.055.000  | 2.815.000  | 2.577.000  | 2.366.000  | 2.194.000  | 209%                  | 6          |
| 13         | Corea del Sur  | 4.083.000  | 3.562.000  | 3.089.000  | 2.644.000  | 2.241.000  | 1.861.000  | 1.508.000  | 1.305.000  | 1.071.000  | 887.000    | 460%                  | 12         |
| 14         | Turquía        | 3.943.000  | 3.033.000  | 2.300.000  | 1.716.000  | 1.279.000  | 965.000    | 740.000    | 572.000    | 440.000    | 390.000    | 1.011%                | 14         |
| 15         | Vietnam        | 3.943.000  | 3.033.000  | 2.300.000  | 1.716.000  | 1.279.000  | 965.000    | 740.000    | 572.000    | 440.000    | 390.000    | 6.658%                | 21         |
| 16         | Canadá         | 3.149.000  | 2.849.000  | 2.569.000  | 2.302.000  | 2.061.000  | 1.856.000  | 1.700.000  | 1.549.000  | 1.389.000  | 1.260.000  | 249%                  | 8          |
| 17         | Filipinas      | 3.010.000  | 2.040.000  | 1.353.000  | 882.000    | 582.000    | 400.000    | 289.000    | 215.000    | 162.000    | 117.000    | 2.572%                | 17         |
| 18         | Italia         | 2.950.000  | 2.737.000  | 2.559.000  | 2.444.000  | 2.391.000  | 2.326.000  | 2.444.000  | 2.702.000  | 1.914.000  | 1.809.000  | 163%                  | 7          |
| 19         | Irán           | 2.266.000  | 2.133.000  | 1.637.000  | 1.273.000  | 953.000    | 716.000    | 544.000    | 415.000    | 312.000    | 245.000    | 1.086%                | 16         |
| 20         | Egipto         | 2.602.000  | 1.728.000  | 1.124.000  | 718.000    | 467.000    | 318.000    | 229.000    | 171.000    | 129.000    | 101.000    | 2.576%                | 20         |
| 21         | Pakistán       | 2.085.000  | 1.472.000  | 1.026.000  | 709.000    | 497.000    | 359.000    | 268.000    | 206.000    | 161.000    | 129.000    | 1.616%                | 18         |
| 22         | Bangladés      | 1.466.000  | 1.001.000  | 676.000    | 451.000    | 304.000    | 210.000    | 150.000    | 110.000    | 81.000     | 63.000     | 2.326%                | 22         |
| 23         | Tailandia      | 1,450,000  | 1,350,000  | 1,290,000  | 1,110,000  | 950,000    | 900,000    | 850,000    | 810,000    | 740,000    | 710,000    | 1.405%                | 23         |
| 24         | Sudáfrica      | 1,350,000  | 1,270,000  | 1,150,000  | 1,050,000  | 920,000    | 860,000    | 810,000    | 750,000    | 700,000    | 650,000    | 1.300%                | 25         |
| 25         | Colombia       | 1,340,000  | 1,320,000  | 1,100,000  | 950,000    | 890,000    | 810,000    | 780,000    | 710,000    | 650,000    | 600,000    | 1.250%                | 26         |

     Miembros de Next Eleven. 
- Nota: El color sombreado verde denota el país con mayor crecimiento del 2010 al 2050 y el color sombreado amarillo demuestra lo contrario.

### PIB (nominal) per cápita
Aquí se muestra el PIB per cápita y su crecimiento en porcentaje, nótese que es diferente al crecimiento nominal, esto se debe a que este crece pero su población también. El mayor crecimiento lo tiene Vietnam con un crecimiento de 5,110 %.
| Rango 2050 | País           | 2050     | 2045   | 2040   | 2035   | 2030   | 2025   | 2020   | 2015   | 2010   | 2006   | Población 2050 | Crecimiento 2050/2010 |
| ---------- | -------------- | -------- | ------ | ------ | ------ | ------ | ------ | ------ | ------ | ------ | ------ | -------------- | --------------------- |
| 1          | Estados Unidos | 105.994  | 93.489 | 86.044 | 79.019 | 69.717 | 64.446 | 59.502 | 55.200 | 49.014 | 44.379 | 400,000,000    | 206%                  |
| 2          | Corea del Sur  | 90.294   | 83.979 | 72.924 | 63.449 | 54.602 | 46.813 | 39.868 | 32.012 | 21.602 | 18.161 | 45,000,000     | 497%                  |
| 3          | Canadá         | 90.002   | 78.531 | 71.464 | 68.728 | 62.663 | 59.621 | 53.961 | 47.449 | 40.541 | 38.071 | 41,000,000     | 207%                  |
| 4          | Reino Unido    | 80.634   | 73.807 | 67.391 | 62.049 | 55.904 | 52.220 | 49.173 | 45.591 | 41.543 | 38.108 | 65,000,000     | 1.137%                |
| 5          | Canadá         | 76.002   | 69.531 | 63.464 | 57.728 | 52.663 | 48.621 | 45.961 | 43.449 | 40.541 | 38.071 | 45,000,000     | 199%                  |
| 6          | Francia        | 75.253   | 68.252 | 62.136 | 56.562 | 52.327 | 48.429 | 44.811 | 41.332 | 38.380 | 36.045 | 60,000,000     | 208%                  |
| 7          | Alemania       | 68.253   | 62.658 | 57.118 | 51.710 | 47.263 | 45.033 | 43.223 | 40.589 | 37.474 | 34.588 | 70,000,000     | 197%                  |
| 8          | Japón          | 66.846   | 60.492 | 55.756 | 52.345 | 49.975 | 46.419 | 42.385 | 38.650 | 36.194 | 34.021 | 110,000,000    | 196%                  |
| 9          | México         | 63.879   | 69.393 | 48.255 | 39.417 | 22.694 | 20.685 | 17.979 | 15.176 | 11.972 | 9.918  | 150,000,000    | 18 7%                 |
| 10         | Italia         | 58.545   | 52.760 | 48.070 | 44.948 | 43.195 | 41.358 | 38.990 | 35.908 | 32.948 | 31.123 | 50,000,000     | 188%                  |
| 11         | Brasil         | 49.759   | 38.149 | 29.026 | 21.924 | 16.694 | 12.996 | 10.375 | 8.427  | 6.882  | 5.657  | 230,000,000    | 879%                  |
| 12         | China          | 49.650   | 39.719 | 30.951 | 23.511 | 17.522 | 12.688 | 8.829  | 5.837  | 3.463  | 2.041  | 1,450,000,000  | 2.432%                |
| 13         | Turquía        | 45.595   | 34.971 | 26.602 | 20.046 | 15.188 | 11.743 | 9.291  | 7.460  | 6.005  | 5.545  | 90,000,000     | 822%                  |
| 14         | Vietnam        | 33.472   | 23.932 | 16.623 | 11.148 | 7.245  | 4.583  | 2.834  | 1.707  | 1.001  | 655    | 110,000,000    | 5.110%                |
| 15         | Irán           | 32.676   | 26.231 | 20.746 | 15.979 | 12.139 | 9.328  | 7.345  | 5.888  | 4.652  | 3.768  | 85,000,000     | 867%                  |
| 16         | Indonesia      | 22.395   | 15.642 | 10.784 | 7.365  | 5.123  | 3.711  | 2.813  | 2.197  | 1.724  | 1.508  | 320,000,00     | 1.485%                |
| 17         | India          | 20. 1836 | 14.446 | 9.802  | 6.524  | 4.360  | 2.979  | 2.091  | 1.492  | 1.061  | 817    | 1,600,000,000  | 2.550%                |
| 18         | Egipto         | 20.500   | 14.025 | 9.443  | 6.287  | 4.287  | 3.080  | 2.352  | 1.880  | 1.531  | 1.281  | 150,000,000    | 1.600%                |
| 19         | Filipinas      | 20.388   | 14.260 | 9.815  | 6.678  | 4.635  | 3.372  | 2.591  | 2.075  | 1.688  | 1.312  | 140,000,000    | 1.553%                |
| 20         | Nigeria        | 13.014   | 8.934  | 6.117  | 4.191  | 2.944  | 2.161  | 1.665  | 1.332  | 1.087  | 919    | 380,000,000    | 1.416%                |
| 21         | Pakistán       | 7.066    | 5.183  | 3.775  | 2.744  | 2.035  | 1.568  | 1.260  | 1.050  | 897    | 778    | 300,000,000    | 908%                  |
| 22         | Bangladés      | 5.235    | 3.767  | 2.698  | 1.917  | 1.384  | 1.027  | 790    | 627    | 510    | 427    | 200,000,000    | 1.225%                |
| 23         | Tailandia      | 4,345    | 2,100  | 1,340  | 1,250  | 1,100  | 897    | 670    | 580    | 495    | 415    | 75,000,000     | 1.215%                |
| 24         | Sudáfrica      | 4,301    | 2,000  | 1,250  | 1,150  | 925    | 750    | 610    | 520    | 450    | 400    | 75,000,000     | 1.150%                |
| 25         | Colombia       | 3,906    | 3,500  | 2,900  | 2,500  | 1,900  | 1,400  | 950    | 820    | 790    | 650    | 60,000,000     | 1.100%                |

     Miembros de Next Eleven. 
- Nota: El color sombreado verde denota el país con mayor crecimiento del 2010 al 2050 y el color sombreado amarillo demuestra lo contrario.

## Características
- Aquellos en los que los ingresos y niveles de desarrollo ya están bastante altos, el crecimiento de las condiciones se encuentran en relativa buena forma, y el reto es mantener y mejorar las condiciones que les permitan completar la puesta al día con las economías más grandes del mundo. Esa historia es clara en Corea del Sur.
- Economías que han formado parte del mercando emergente. Indonesia y Filipinas. Aquí el crecimiento ha sido fuerte y la atención ha sido mayor que en el pasado, el reto es que avancen con firmeza en una senda de crecimiento fuerte.

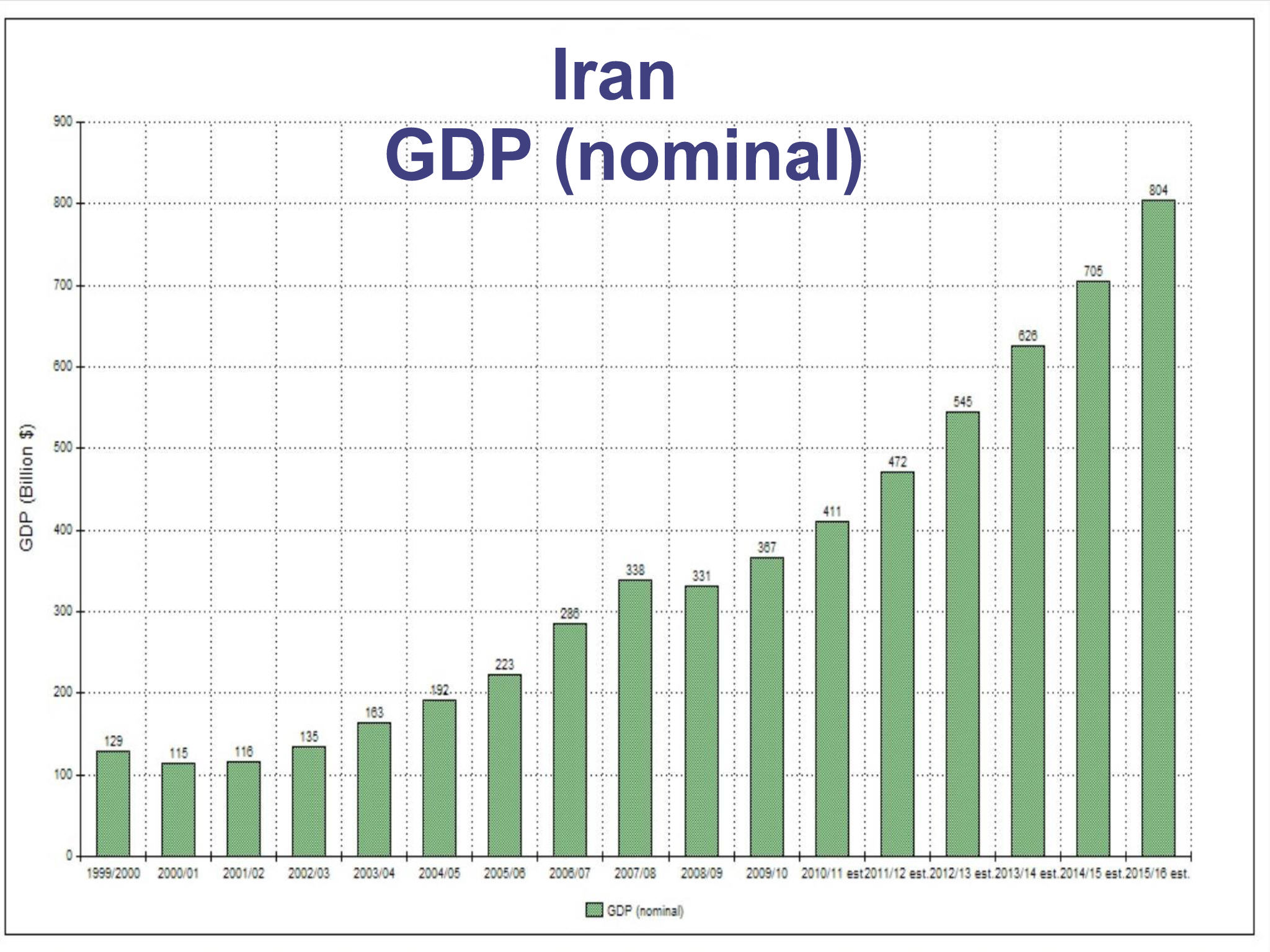
GDP nominal de Irán

- Economías que en general no ha estado en la mira de los inversionistas hasta recientemente, que ahora están emergiendo cambiando las perspectivas que hacen reflexionar a lo inversores: Egipto, Nigeria, Pakistán, Bangladés, Irán y Vietnam.

Dentro de este grupo, las perspectivas y atención de los inversores ya son muy diferentes. Vietnam cuenta actualmente con el mayor crecimiento potencial,la mejor oportunidad de la entrega y probablemente ha recibido la mayor atención como resultado. Pero algunos de los otros ya han estado atrayendo más atención.

## Estadísticas
| Rango | País          | Millones de $US |
| ----- | ------------- | --------------- |
| 1     | México        | 1.207.820       |
| 2     | Corea del Sur | 1.163.532       |
| 3     | Indonesia     | 928.274         |
| 4     | Turquía       | 817.298         |
| 5     | Irán          | 496.243         |
| 6     | Nigeria       | 273.042         |
| 7     | Egipto        | 252.458         |
| 8     | Pakistán      | 233.476         |
| 9     | Filipinas     | 227.584         |
| 10    | Vietnam       | 135.411         |
| 11    | Bangladés     | 118.416         |

| Rango | País          | Millones de $US |
| ----- | ------------- | --------------- |
| 1     | Corea del Sur | $556,500        |
| 2     | México        | $336,300        |
| 3     | Indonesia     | $208,900        |
| 4     | Turquía       | $133,000        |
| 5     | Irán          | $131,800        |
| 6     | Nigeria       | $101,100        |
| 7     | Vietnam       | $96,300         |
| 8     | Filipinas     | $54,170         |
| 9     | Egipto        | $27,960         |
| 10    | Pakistán      | $25,350         |
| 11    | Bangladés     | $23,860         |

| Rango | País          | Millones de $US |
| ----- | ------------- | --------------- |
| 1     | Corea del Sur | $435,000        |
| 2     | México        | $305,900        |
| 3     | Turquía       | $204,800        |
| 4     | Indonesia     | $128,800        |
| 5     | Vietnam       | $79,370         |
| 6     | Irán          | $67,790         |
| 7     | Filipinas     | $58,000         |
| 8     | Nigeria       | $46,360         |
| 9     | Egipto        | $38,880         |
| 10    | Pakistán      | $35,380         |
| 11    | Bangladés     | $20,170         |